# Popielów (Opole)
Popielów (Duits: Poppelau) is een dorp in het Poolse woiwodschap Opole, in het district Opolski (Silezië). De plaats maakt deel uit van de gemeente Popielów en telt 2400 inwoners.
Sinds 30 september 2014 is de gemeente officieel tweetalig Pools/Duits en kreeg het dorp Popielów als tweede naam opnieuw de oude Duitse plaatsnaam Poppelau terug.

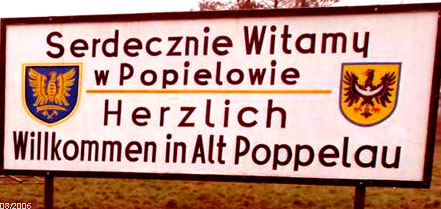
Welkomsbord in Alt Poppelau (1999).